# Phymasterna annulata
Phymasterna annulata là một loài bọ cánh cứng trong họ Cerambycidae.